# 2006년 유엔 안전 보장 이사회 선거
2006년 유엔 안전 보장 이사회 선거는 미국 뉴욕의 유엔 본부에서 제61차 유엔 총회 회기 동안인 2006년 10월 16일에 시작되었다. 2007년 1월 1일부터 2년의 임기가 시작되는 5개국의 유엔 안전 보장 이사회 비상임 이사국을 선출하는 선거이다.
비상임 이사국의 임기는 2년이며 유엔 총회에서 지리적 균형을 감안해 선출된다. 아프리카와 중남미, 아시아에서 두 자리, 동유럽에서 한 자리, 서유럽과 그 외의 나라에서 두 자리를 차지한다. 남은 한 자리는 아시아와 아프리카에서 교대로 차지한다.
선거를 통해 선출 예정인 5개의 자리는 지역별로 다음과 같다.
- 서유럽과 그 외의 나라에서 2석
- 아시아지역에서 1석
- 아프리카지역에서 1석
- 중남미에서 1석

## 비상임 이사국 현황
현재 비상임 이사국의 현황은 다음과 같다.
- 가나 (아프리카)
- 그리스 (서유럽)
- 덴마크 (서유럽)
- 아르헨티나 (아메리카)
- 일본 (아시아)
- 슬로바키아 (동유럽)
- 카타르 (아시아)
- 콩고 공화국 (아프리카)
- 탄자니아 (아프리카)
- 페루 (아메리카)

## 서유럽과 그 외의 나라
서유럽과 그 외의 나라에 배분되어 있는 2석의 자리에, 180표와 186표의 지지를 받은 벨기에와 이탈리아가 각각 선출되었다. 2007년 1월 1일부터 그리스와 덴마크를 대신할 예정이다.

## 아시아 지역
아시아 지역 1석의 자리를 놓고 2개국이 경쟁하였다. 158표를 얻은 인도네시아가 28표를 얻은 네팔을 누르고 비상임 이사국 자리를 차지했다. 2007년 1월 1일부터 현재의 일본을 대신한다.

## 아프리카 지역
아프리카 지역에 배정된 1석에 남아프리카공화국이 단독 출마, 186표를 얻어 선출되었다. 현재의 탄자니아를 교체할 예정이다.

## 중남미 지역
중남미 지역 몫으로 배정된 1석의 자리를 차지하기 위해 과테말라와 베네수엘라가 경쟁하였다. 47차례의 선거를 치르는 표 대결 끝에 결국, 양측은 막후 협상을 통해 이사국 후보에서 동반 퇴진하는 대신 제3의 후보인 파나마를 공동 지지하기로 합의하였고 파나마가 선출되었다.
파나마는 아르헨티나의 임기가 만료되는 2007년 1월 1일부터 중남미 지역 몫의 비상임 이사국이 된다.

## 같이 보기
- 유엔 안전 보장 이사회 이사국 목록